# Филмска адаптација
Филмска адаптација је пренос дела или приче, у целини или делимично, на играни филм. Иако се често сматра врстом изведеног дела, филмску адаптацију су недавно осмислили академски научници, попут Роберта Стама, као дијалошки процес.
Док је најчешћи облик филмске адаптације употреба романа као основе, друга дела адаптирана у филмове укључују публицистику (укључујући новинарство), аутобиографска дела, стрипове, свете списе, драме, историјске изворе, па чак и друге филмове. Адаптација из тако различитих извора свеприсутна је пракса стварања филмова од најранијих дана кинематографије у Европи деветнаестог века. За разлику од снимања ремакеа, филмски редитељи обично узимају више креативних слобода при стварању филмске адаптације.